# Echthroplexiella flava
Echthroplexiella flava är en stekelart som beskrevs av Mercet 1921. Echthroplexiella flava ingår i släktet Echthroplexiella och familjen sköldlussteklar.
Artens utbredningsområde är:
- Tjeckien.
- Ungern.
- Spanien.
- Moldavien.

Inga underarter finns listade i Catalogue of Life.